# Уджарський район
Уджарський район (азерб. Ucar rayonu) — один із 66 районів Азербайджану. Розташований у центрі країни й належить до Аранського економічного району. Межує з районами Баку, Гейчае, Кюрдамір і Зардаб. Столицею і найбільшим містом є Уджар. Станом на 2020 рік населення району становило 89 500 осіб.

## Історія
Назва Уджар походить від тюркського слова «Ucqar», що означає «віддалений», оскільки Уджар був віддалений від столиці Ширваншаха в Баку і на кордоні держави Ширван.
Раніше територія Уджарського краю входила до складу Ширван-Бейлербея, пізніше Шамахинського ханства. 10 квітня 1840 р. відповідно до адміністративної реформи входив до складу Каспійської губернії, а в 1846 р. приєднався до Шемахинської губернії. Після Шемахинського землетрусу 1859 року центр губернії перемістився до Баку. У грудні 1867 року на території Бакинської губернії був створений Гейчайський повіт. На той час район входив до Гейчайського повіту. У 1930 році повіт ліквідовано, а район передано до адміністративної одиниці. Таким чином, Уджарський район був створений 24 січня 1939 року як самостійна адміністративна одиниця з частини Гейчайської області. Територія області була змінена в 1963 році. Так, у 1963 році Зардабський район було ліквідовано з приєднанням його території до Уджарського району. У 1965 році Зардабський район був відокремлений від Уджарського, коли його відновили як самостійну область.

## Населення
Станом на  2009, чисельність населення Уджарського району становила 77 900 осіб, з яких 22 % були містяни та 78 % жителі селищ. 99.7 % населення — азербайджанці. Згідно зі звітом Статистичного комітету Республіки, загальна чисельність населення у 2010 році становила 71,9 тис. осіб. До 2018 року збільшилася на 15 800 і досягла 87,7 тисячі.
| Міста та області   | 2000 рік | 2001 рік | 2002 рік | 2003 рік | 2004 рік | 2005 рік | 2006 рік | 2007 рік | 2008 рік | 2009 рік | 2010 рік | 2011 рік | 2012 рік | 2013 рік | 2014 рік | 2015 рік | 2016 рік | 2017 рік | 2018 рік |
| Уджарський район   | 71,9     | 72,3     | 72,8     | 73,2     | 73,9     | 74,7     | 75,5     | 76,3     | 77,2     | 77,9     | 78,8     | 79,8     | 80,7     | 81,8     | 82,9     | 84,1     | 85,4     | 86,6     | 87,7     |
| міського населення | 15,6     | 15,7     | 15,8     | 15,9     | 16,7     | 17,0     | 17,1     | 17,2     | 16,7     | 16,8     | 16,9     | 17,0     | 17,1     | 17,1     | 17,3     | 17,5     | 17,7     | 17,8     | 18,0     |
| сільське населення | 56,3     | 56,6     | 57,0     | 57,3     | 57,2     | 57,7     | 58,4     | 59,1     | 60,5     | 61,1     | 61,9     | 62,8     | 63,6     | 64,7     | 65,6     | 66,6     | 67,7     | 68,8     | 69,7     |

## Річки та водні ресурси
Основні річки — Гейчай і Тур'ян (Гарасу). З південно-західного схилу гори Базардузу бере початок одна з головних річок Тіканличай. Річка має 10 рукавів. Річка Гейчай починається від гірської системи Лахій — західного схилу Ковдага (1980 м).

## Адміністративний поділ
В Уджарі 32 села та 1 місто. Найбільші громади — Казян, Мюсюслю та Караборк.

### Керівники
- Гюлюшов, Наріман оглу Ібіш — з 1994 (?) по 29 березня 2005 р.
- Гафуров, Арзу Тельман оглу — з 29 березня 2005 року по 5 квітня 2010 року[8]
- Мамедов, Яшар оглу Кахраман — з 5 квітня 2010 року[9]
- Мамедов, Мансур Хамза оглу — з 27 січня 2015 року

### Адміністративний поділ
Уджарський район поділений на 29 сіл і 1 місто.
1. Місто Уджар
2. Məlikballı
3. Казикумлак
4. Рамал
5. Qaradağlı
6. Alpout
7. Казян
8. Lək
9. Боят
10. Xələc
11. Юксари Шилян
12. Müsüslü
13. Каракалли
14. Bərgüşad
15. Yuxarı Çiyni
16. Qüləbənd
17. Караборк
18. Rəstəcə

## Галерея

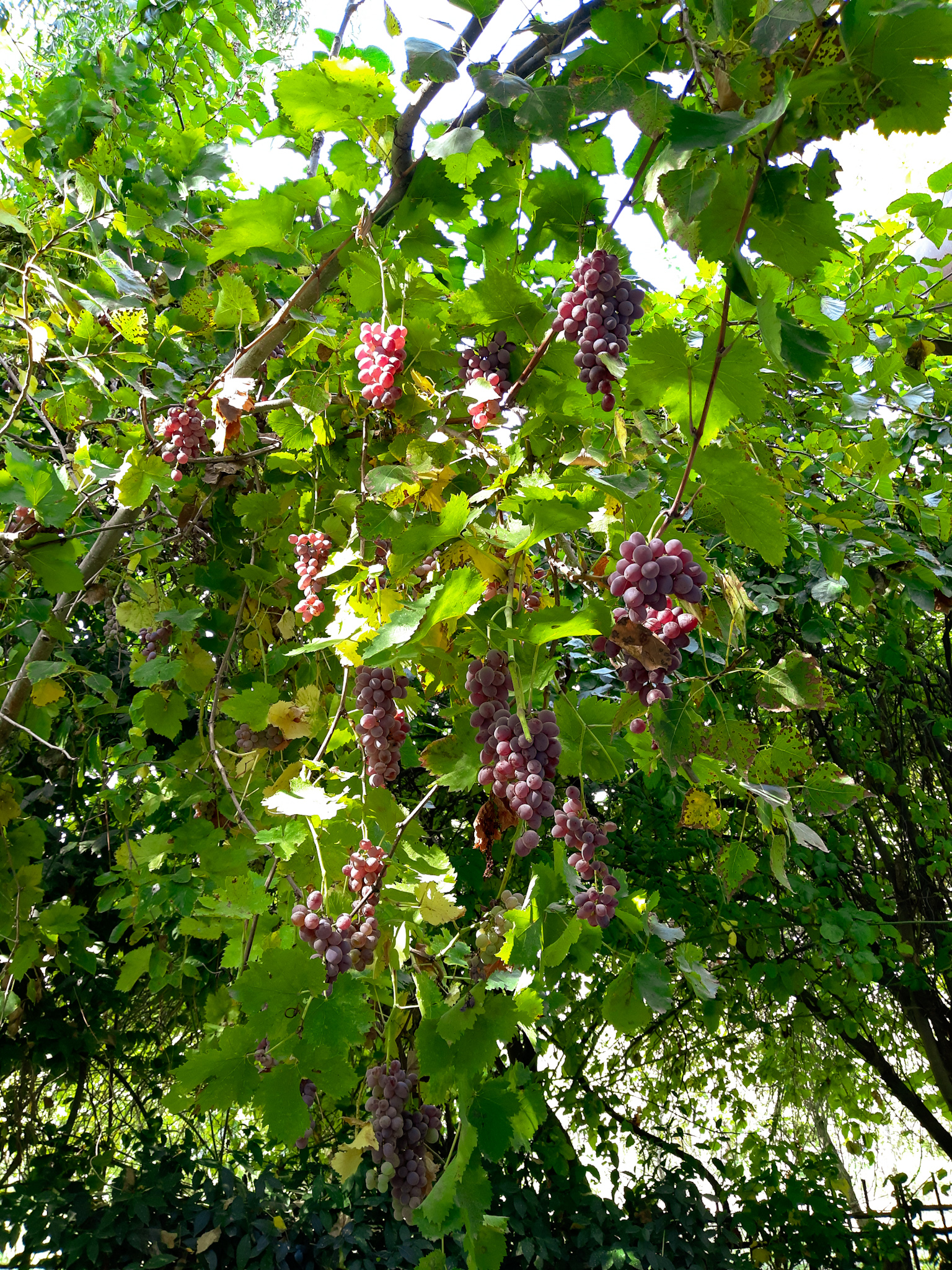
Виноград «Бейлегані» в Уджарському районі Азербайджану.
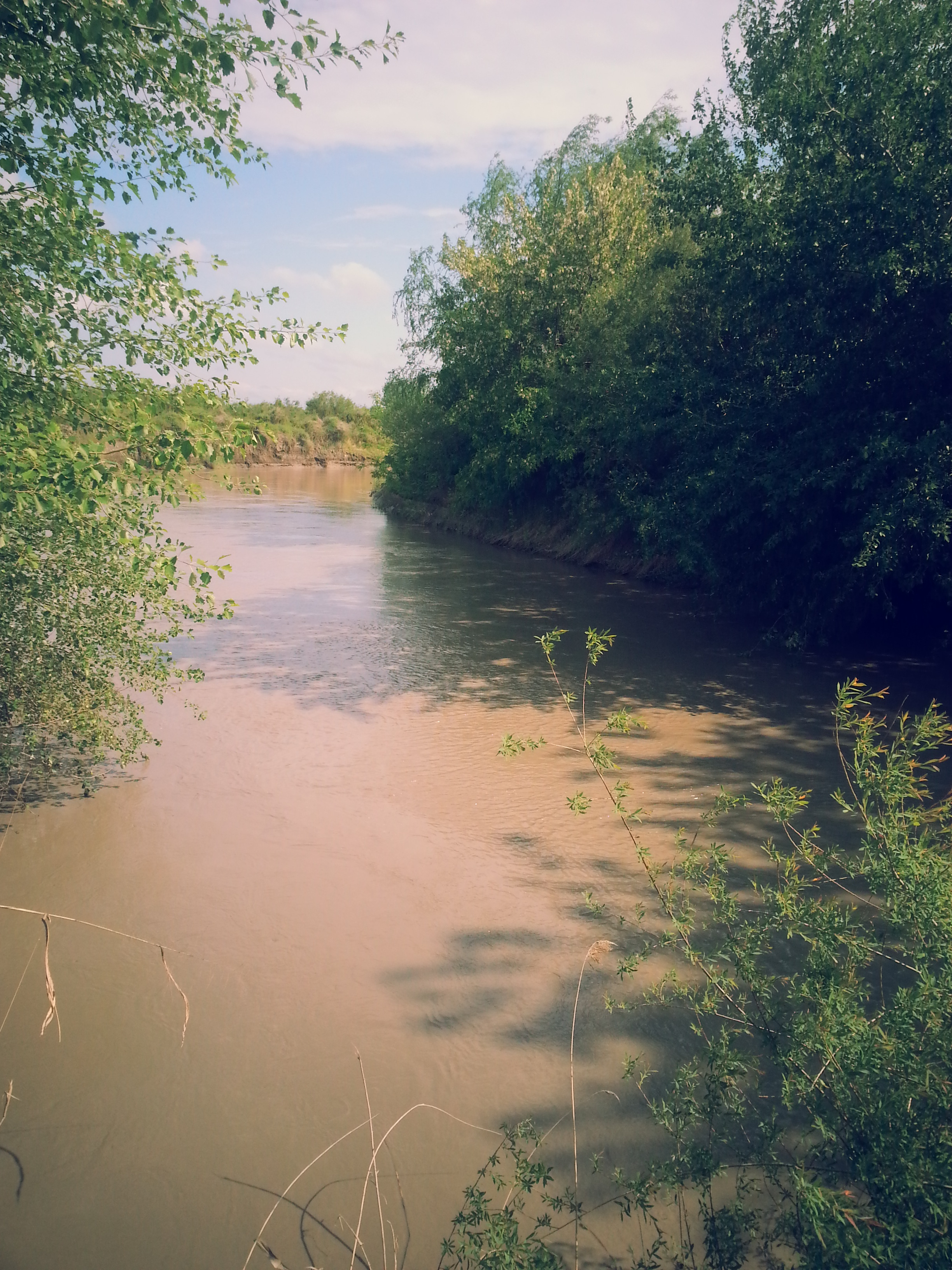
Річка Туріанчай
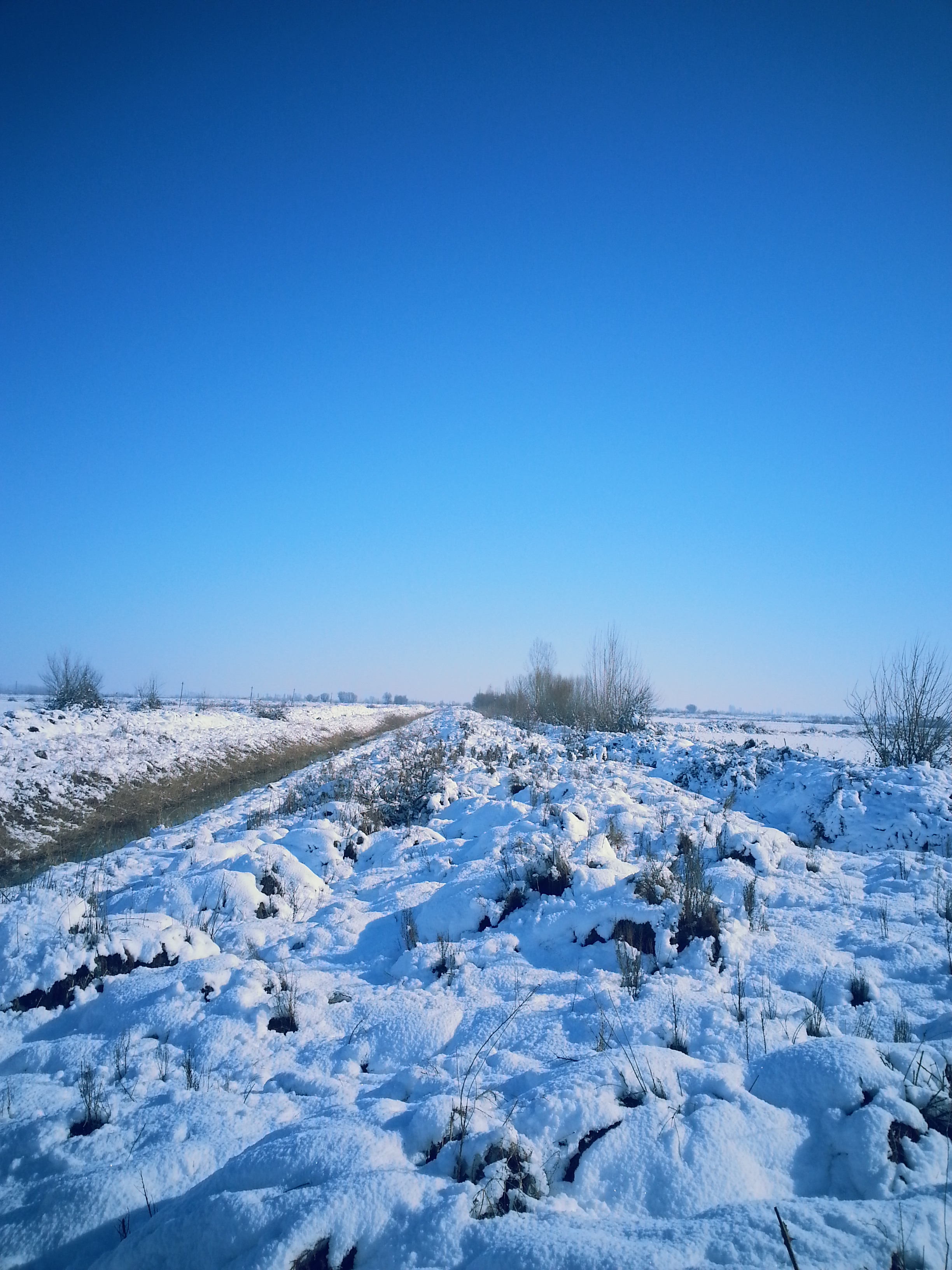
Над каналом